# Rheumatometroides
Rheumatometroides is een geslacht van wantsen uit de familie van de Gerridae (schaatsenrijders). Het geslacht werd voor het eerst wetenschappelijk beschreven door Herbert Barker Hungerford en Ryuichi Matsuda in 1958.

## Soorten
Het genus bevat de volgende soorten:

- Rheumatometroides browni Hungerford & Matsuda, 1958
- Rheumatometroides carpentaria (J. Polhemus & D. Polhemus, 1991)
- Rheumatometroides drepanephoros Chen & Nieser, 1992
- Rheumatometroides insularis (J. Polhemus & Cheng, 1982)
- Rheumatometroides kikori J. Polhemus & D. Polhemus, 1996
- Rheumatometroides sele J. Polhemus & D. Polhemus, 1996
- Rheumatometroides wabon J. Polhemus & D. Polhemus, 1996